# چیراکال (کانور)
چیراکال (به انگلیسی: Chirakkal) یک منطقهٔ مسکونی در هند است که در بخش کنور واقع شده‌است. چیراکال ۱۳٫۵۶ کیلومتر مربع مساحت و ۴۵٬۶۰۱ نفر جمعیت دارد.